# Пет дана Милана
Пет дана Милана (итал. Cinque giornate di Milano) је био један од важних догађаја из периода револуција између 1848. и 1849. године. Осамнаестог марта, буна се дигла у Милану, која је после пет дана борбе истерала фелдмаршала Јозефа Радецког и његове аустријске трупе из града.

## Позадина
Грађани Милана су још 1. јануара 1848. године покренули анти-аустријску кампању. Тог датума су грађани почели бојкот коцкања и дувана, над којима је Аустрија имала монопол и која је држави доносила 5 милиона лира годишње. Бојкот је кулминирао када је 3. јануара дошло до уличних борби, када су аустријске војнике, организоване у групама од по троје, Италијани вређали и гађали каменицама. Као реакцију војници су се груписали и јурнули на масу са исуканим бајонетима и сабљама, убивши тиме петоро и ранивши педесет и деветоро. Радецки је војнике вратио у бараке, где су остали пет дана. Ситуација се смирила, али када су два месеца касније, стигле вести о Бечкој револуцији и оставци фон Метерниха, народ Милана се вратио на улице, 18. марта 1848. године.